# 弗里德貝格阿赫河

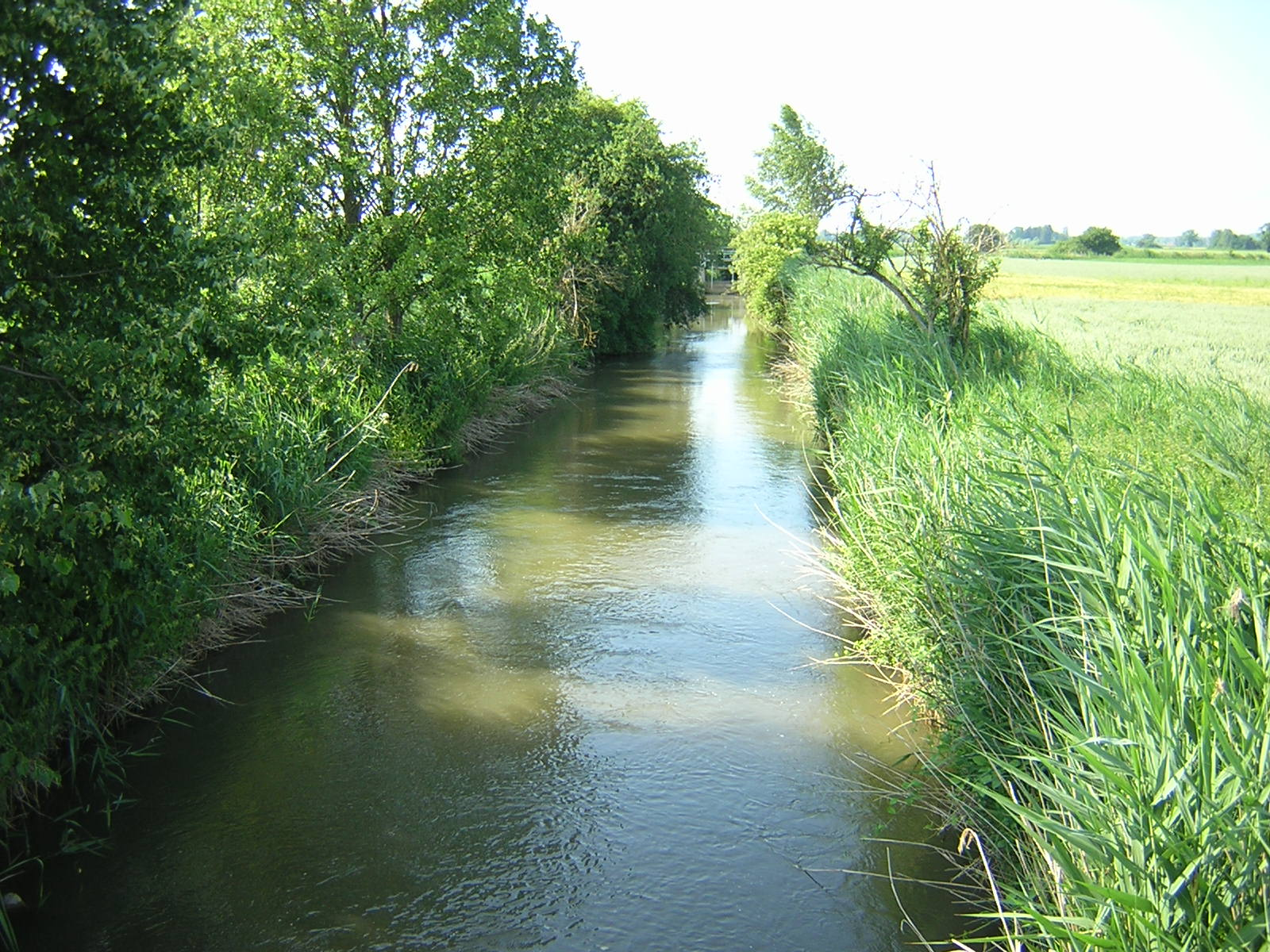
弗里德貝格阿赫河

48°44′15″N 11°3′41.5″E / 48.73750°N 11.061528°E
弗里德貝格阿赫河（德語：Friedberger Ach），是德國的河流，位於該國東南部，由巴伐利亞負責管轄，屬於多瑙河的支流，河道全長100公里，流域面積598平方公里。